# Turtle Mountain Indian Reservation

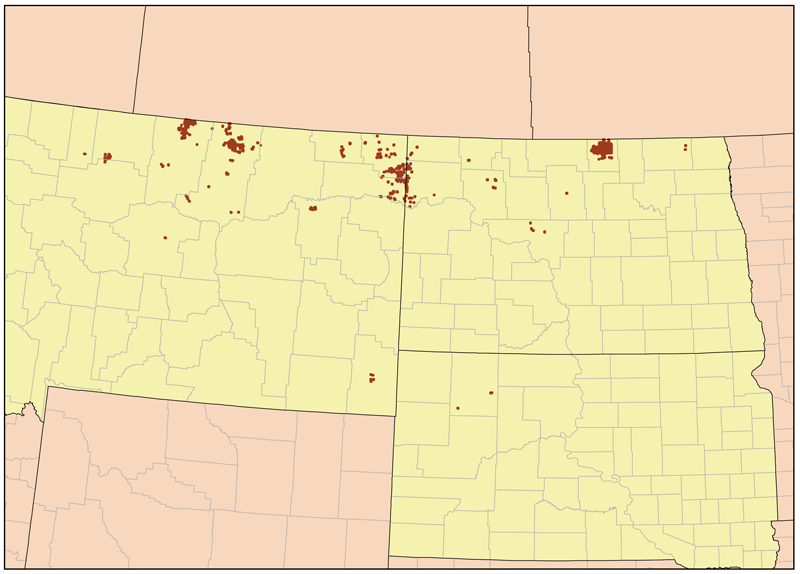
Karte mit den Gebieten von Turtle Mountain Reservation in Montana, North Dakota und South Dakota

Turtle Mountain Indian Reservation ist eine Indianerreservation, die primär im US-Bundesstaat North Dakota liegt und als das am weitesten verstreut liegende Reservat der Vereinigten Staaten gilt.
Errichtet durch Executive Order des Präsidenten der Vereinigten Staaten am 21. Dezember 1882 im nördlichen Teil von Rolette County, North Dakota, wird das Reservat primär von Angehörigen der Stämme der Anishinabe bewohnt. Nach einer Volkszählung im Jahr 2010 bewohnten 5.815 Personen das eigentliche Reservat. Insgesamt zählte man 8.331 Bewohner. Der Sitz der Reservatsregierung befindet sich in Belcourt.
Die eigentliche Reservation verfügt über große Off-reservation-trust-Landgebiete in South Dakota und besonders in Montana (insgesamt 175,04 km²) und grenzt dort im Norden an Kanada. Die gesamte Landfläche erstreckt sich über 3 Staaten in 15 verschiedenen Counties und verfügt über eine Fläche von 603,56 km².